# Ballon d'or 2025
Navigation
Édition précédente Édition suivante
Le Ballon d'or 2025 est la 69e cérémonie du Ballon d'or, récompensant chaque année les meilleurs footballeurs du monde lors de la période du 2024-2025.
Les nommés sont connus le 7 août 2025, tandis que la cérémonie aura lieu le 22 septembre.Le  lauréat est

## Ballon d'or..

### Masculin
Les trente nommés pour le Ballon d'or 2025, sont révélés le 7 août 2025.
| Rang | Joueur                | Club                | Sélection nationale | Poste                         | Points | % |
| ---- | --------------------- | ------------------- | ------------------- | ----------------------------- | ------ | - |
| 0    | Jude Bellingham       | Real Madrid         | Angleterre          | Milieu de terrain             |        |   |
| 0    | Ousmane Dembélé       | Paris Saint-Germain | France              | Attaquant                     |        |   |
| 0    | Gianluigi Donnarumma  | Paris Saint-Germain | Italie              | Gardien de but                |        |   |
| 0    | Désiré Doué           | Paris Saint-Germain | France              | Milieu de terrain / Attaquant |        |   |
| 0    | Denzel Dumfries       | Inter Milan         | Pays-Bas            | Défenseur / Milieu de terrain |        |   |
| 0    | Serhou Guirassy       | Borussia Dortmund   | Guinée              | Attaquant                     |        |   |
| 0    | Viktor Gyökeres       | Sporting CP         | Suède               | Attaquant                     |        |   |
| 0    | Erling Haaland        | Manchester City     | Norvège             | Attaquant                     |        |   |
| 0    | Achraf Hakimi         | Paris Saint-Germain | Maroc               | Défenseur                     |        |   |
| 0    | Harry Kane            | Bayern Munich       | Angleterre          | Attaquant                     |        |   |
| 0    | Khvicha Kvaratskhelia | Paris Saint-Germain | Géorgie             | Attaquant                     |        |   |
| 0    | Robert Lewandowski    | FC Barcelone        | Pologne             | Attaquant                     |        |   |
| 0    | Lautaro Martínez      | Inter Milan         | Argentine           | Attaquant                     |        |   |
| 0    | Alexis Mac Allister   | Liverpool FC        | Argentine           | Milieu de terrain             |        |   |
| 0    | Kylian Mbappé         | Real Madrid         | France              | Attaquant                     |        |   |
| 0    | Scott McTominay       | SSC Naples          | Écosse              | Milieu de terrain             |        |   |
| 0    | Nuno Mendes           | Paris Saint-Germain | Portugal            | Défenseur                     |        |   |
| 0    | João Neves            | Paris Saint-Germain | Portugal            | Milieu de terrain             |        |   |
| 0    | Michael Olise         | Bayern Munich       | France              | Milieu de terrain / Attaquant |        |   |
| 0    | Cole Palmer           | Chelsea FC          | Angleterre          | Milieu de terrain / Attaquant |        |   |
| 0    | Pedri                 | FC Barcelone        | Espagne             | Milieu de terrain             |        |   |
| 0    | Raphinha              | FC Barcelone        | Brésil              | Attaquant                     |        |   |
| 0    | Declan Rice           | Arsenal FC          | Angleterre          | Milieu de terrain             |        |   |
| 0    | Fabián Ruiz           | Paris Saint-Germain | Espagne             | Milieu de terrain             |        |   |
| 0    | Mohamed Salah         | Liverpool FC        | Égypte              | Attaquant                     |        |   |
| 0    | Virgil van Dijk       | Liverpool FC        | Pays-Bas            | Défenseur                     |        |   |
| 0    | Vinícius              | Real Madrid         | Brésil              | Attaquant                     |        |   |
| 0    | Vitinha               | Paris Saint-Germain | Portugal            | Milieu de terrain             |        |   |
| 0    | Florian Wirtz         | Bayer Leverkusen    | Allemagne           | Milieu de terrain             |        |   |
| 0    | Lamine Yamal          | FC Barcelone        | Espagne             | Attaquant                     |        |   |

### Féminin
Les trente nommées pour le Ballon d'or féminin 2025, sont connues le 7 août 2025.
| Rang | Joueuse                 | Club                | Sélection nationale | Poste                          | Points | % |
| ---- | ----------------------- | ------------------- | ------------------- | ------------------------------ | ------ | - |
|      | Sandy Baltimore         | Chelsea FC          | France              | Milieu de terrain / Attaquante |        |   |
|      | Barbra Banda            | Pride d'Orlando     | Zambie              | Attaquante                     |        |   |
|      | Aitana Bonmatí          | FC Barcelone        | Espagne             | Milieu de terrain              |        |   |
|      | Lucy Bronze             | Chelsea FC          | Angleterre          | Défenseure                     |        |   |
|      | Klara Bühl              | Bayern Munich       | Allemagne           | Attaquante                     |        |   |
|      | Mariona Caldentey       | Arsenal FC          | Espagne             | Attaquante                     |        |   |
|      | Sofia Cantore (en)      | Juventus FC         | Italie              | Attaquante                     |        |   |
|      | Steph Catley            | Arsenal FC          | Australie           | Défenseure                     |        |   |
|      | Temwa Chawinga          | Kansas City Current | Malawi              | Attaquante                     |        |   |
|      | Melchie Dumornay        | OL Lyonnes          | Haïti               | Milieu de terrain              |        |   |
|      | Emily Fox               | Arsenal FC          | États-Unis          | Défenseure                     |        |   |
|      | Cristiana Girelli       | Juventus FC         | Italie              | Attaquante                     |        |   |
|      | Esther González         | NJ/NY Gotham        | Espagne             | Attaquante                     |        |   |
|      | Caroline Graham Hansen  | FC Barcelone        | Norvège             | Milieu de terrain              |        |   |
|      | Patricia Guijarro       | FC Barcelone        | Espagne             | Milieu de terrain              |        |   |
|      | Amanda Gutierres (en)   | SE Palmeiras        | Brésil              | Attaquante                     |        |   |
|      | Hannah Hampton          | Chelsea FC          | Angleterre          | Gardienne de but               |        |   |
|      | Pernille Harder         | Bayern Munich       | Danemark            | Attaquante                     |        |   |
|      | Lindsey Heaps           | OL Lyonnes          | États-Unis          | Milieu de terrain / Attaquante |        |   |
|      | Chloe Kelly             | Arsenal FC          | Angleterre          | Attaquante                     |        |   |
|      | Frida Maanum            | Arsenal             | Norvège             | Défenseure / Milieu de terrain |        |   |
|      | Marta                   | Pride d'Orlando     | Brésil              | Attaquante                     |        |   |
|      | Clara Mateo             | Paris FC            | France              | Attaquante                     |        |   |
|      | Ewa Pajor               | FC Barcelone        | Pologne             | Attaquante                     |        |   |
|      | Claudia Pina            | FC Barcelone        | Espagne             | Attaquante                     |        |   |
|      | Alexia Putellas         | FC Barcelone        | Espagne             | Milieu de terrain              |        |   |
|      | Alessia Russo           | Arsenal FC          | Angleterre          | Attaquante                     |        |   |
|      | Johanna Rytting Kaneryd | Chelsea FC          | Suède               | Attaquante                     |        |   |
|      | Caroline Weir           | Real Madrid         | Écosse              | Milieu de terrain / Attaquante |        |   |
|      | Leah Williamson         | Arsenal FC          | Angleterre          | Défenseure                     |        |   |

## Trophée Kopa

### Masculin
Les dix nommés pour le Trophée Kopa 2025 (meilleur joueur de moins de 21 ans), sont connus le 7 août 2025.
| Rang | Joueur             | Âge    | Club                | Sélection nationale | Poste                         | Points | % |
| ---- | ------------------ | ------ | ------------------- | ------------------- | ----------------------------- | ------ | - |
|      | Ayyoub Bouaddi     | 17 ans | LOSC Lille          | France espoirs      | Milieu de terrain             |        |   |
|      | Pau Cubarsí        | 18 ans | FC Barcelone        | Espagne             | Défenseur                     |        |   |
|      | Désiré Doué        | 20 ans | Paris Saint-Germain | France              | Milieu de terrain / Attaquant |        |   |
|      | Estevao            | 18 ans | SE Palmeiras        | Brésil              | Attaquant                     |        |   |
|      | Dean Huijsen       | 20 ans | AFC Bournemouth     | Espagne             | Défenseur                     |        |   |
|      | Myles Lewis-Skelly | 18 ans | Arsenal FC          | Angleterre          | Défenseur / Milieu de terrain |        |   |
|      | Rodrigo Mora       | 18 ans | FC Porto            | Portugal espoirs    | Milieu de terrain / Attaquant |        |   |
|      | João Neves         | 20 ans | Paris Saint-Germain | Portugal            | Milieu de terrain             |        |   |
|      | Lamine Yamal       | 18 ans | FC Barcelone        | Espagne             | Attaquant                     |        |   |
|      | Kenan Yıldız       | 20 ans | Juventus FC         | Turquie             | Milieu de terrain / Attaquant |        |   |

### Féminin
Les cinq nommées pour le Trophée Kopa 2025 (meilleure joueuse de moins de 21 ans), sont connues le 7 août 2025.
| Rang | Joueuse               | Âge    | Club                   | Sélection nationale | Poste                          | Points | % |
| ---- | --------------------- | ------ | ---------------------- | ------------------- | ------------------------------ | ------ | - |
|      | Michelle Agyemang     | 19 ans | Brighton & Hove Albion | Angleterre          | Attaquante                     |        |   |
|      | Linda Caicedo         | 20 ans | Real Madrid            | Colombie            | Attaquante                     |        |   |
|      | Wieke Kaptein         | 19 ans | Chelsea FC             | Pays-Bas            | Milieu de terrain              |        |   |
|      | Vicky López           | 19 ans | FC Barcelone           | Espagne             | Milieu de terrain / Attaquante |        |   |
|      | Claudia Martínez (en) | 17 ans | Club Olimpia           | Paraguay            | Attaquante                     |        |   |

## Trophée Yachine

### Masculin
Les dix nommés pour le Trophée Yachine 2025 (meilleur gardien), sont connus le 7 août 2025.
| Rang | Gardien              | Club                | Sélection nationale | Points | % |
| ---- | -------------------- | ------------------- | ------------------- | ------ | - |
|      | Alisson              | Liverpool FC        | Brésil              |        |   |
|      | Yassine Bounou       | Al-Hilal FC         | Maroc               |        |   |
|      | Lucas Chevalier      | LOSC Lille          | France              |        |   |
|      | Thibaut Courtois     | Real Madrid         | Belgique            |        |   |
|      | Gianluigi Donnarumma | Paris Saint-Germain | Italie              |        |   |
|      | Emiliano Martínez    | Aston Villa         | Argentine           |        |   |
|      | Jan Oblak            | Atlético de Madrid  | Slovénie            |        |   |
|      | David Raya           | Arsenal FC          | Espagne             |        |   |
|      | Matz Sels            | Nottingham Forest   | Belgique            |        |   |

### Féminin
Les cinq nommées pour le Trophée Yachine 2025 (meilleure gardienne), sont connues le 7 août 2025.
| Rang | Gardienne            | Club                      | Sélection nationale | Points | % |
| ---- | -------------------- | ------------------------- | ------------------- | ------ | - |
|      | Ann-Katrin Berger    | Gotham du NJ/NY           | Allemagne           |        |   |
|      | Cata Coll            | FC Barcelone              | Espagne             |        |   |
|      | Hannah Hampton       | Chelsea FC                | Angleterre          |        |   |
|      | Chiamaka Nnadozie    | Brighton & Hove Albion FC | Nigeria             |        |   |
|      | Daphne van Domselaar | Arsenal FC                | Pays-Bas            |        |   |

## Trophée Johan Cruyff

### Masculin
Les cinq nommés pour le Trophée Johan Cruyff 2025 (meilleur entraîneur de football masculin), sont connus le 7 août 2025
| Rang | Entraîneur    | Nationalité | Club / Sélection    | Points | % |
| ---- | ------------- | ----------- | ------------------- | ------ | - |
|      | Antonio Conte | Italie      | SSC Naples          |        |   |
|      | Luis Enrique  | Espagne     | Paris Saint-Germain |        |   |
|      | Hansi Flick   | Allemagne   | FC Barcelone        |        |   |
|      | Enzo Maresca  | Italie      | Chelsea FC          |        |   |
|      | Arne Slot     | Pays-Bas    | Liverpool FC        |        |   |

### Féminin
Les cinq nommés pour le Trophée Johan Cruyff 2025 (meilleur entraîneur de football féminin), sont connus le 7 août 2025
| Rang | Entraîneur·euse     | Nationalité | Club / Sélection | Points | % |
| ---- | ------------------- | ----------- | ---------------- | ------ | - |
|      | Sonia Bompastor     | France      | Chelsea FC       |        |   |
|      | Arthur Elias (en)   | Brésil      | Brésil           |        |   |
|      | Justine Madugu (en) | Nigeria     | Nigeria          |        |   |
|      | Renée Slegers (en)  | Pays-Bas    | Arsenal FC       |        |   |
|      | Sarina Wiegman      | Pays-Bas    | Angleterre       |        |   |

## Club de l'année

### Masculin
Les cinq nommés club masculin de l'année, sont connus le 7 août 2025.
| Rang | Club                | Pays       | Points | % |
| ---- | ------------------- | ---------- | ------ | - |
|      | FC Barcelone        | Espagne    |        |   |
|      | Botafogo FR         | Brésil     |        |   |
|      | Chelsea FC          | Angleterre |        |   |
|      | Liverpool FC        | Angleterre |        |   |
|      | Paris Saint-Germain | France     |        |   |

### Féminin
Les cinq nommés club féminin de l'année, sont connus le 7 août 2025.
| Rang | Club            | Pays       | Points | % |
| ---- | --------------- | ---------- | ------ | - |
|      | Arsenal FC      | Angleterre |        |   |
|      | FC Barcelone    | Espagne    |        |   |
|      | Chelsea FC      | Angleterre |        |   |
|      | OL Lyonnes      | France     |        |   |
|      | Pride d'Orlando | États-Unis |        |   |